# Acme Corporation
«Acme», реже «Acme Corporation» (рус. Корпорация «Акме») — вымышленная торговая марка, фигурирующая, в частности, в мультфильмах Looney Tunes. Впервые эта торговая марка появилась в мультфильмах серии Buddy (в эпизоде Buddy’s Bug Hunt), однако наиболее известна присутствием в мультфильмах серии «Хитрый койот и Дорожный бегун».
Варианты бэкронимной расшифровки названия — «Компания, производящая что угодно» (A Company Making Everything) либо «Американская компания (американские компании), производящие все подряд» (American Companies Make Everything либо American Company that Manufactures Everything).
В фильме «Кто подставил кролика Роджера» корпорация «Акме» фигурирует как неотъемлемая часть золотого века американской анимации, однако её название переосмыслено: компания названа в честь своего владельца Марвина Акме.
В дальнейшем марка, как составная часть мира мультфильмов «Уорнер Бразерс», перешла в мультсериалы «Пинки и Брейн», «Приключения мультяшек», «Озорные анимашки» и «Лунатики». Также присутствует в мультсериале «Симпсоны» (9 серия 9 сезона).
Также она присутствует в фильмах «Лимонадный Джо», «Хороший, плохой, злой», «Последний киногерой». Логотип фирмы можно увидеть в нескольких компьютерных играх: Cuphead, Constructor: Street Wars, Taz-Mania и Duke Nukem.
В Соединённых Штатах Америки существует реальная сеть продовольственных супермаркетов Acme Markets, владеющая 130 магазинами в штатах Делавэр, Мэриленд, Нью-Джерси и Пенсильвания.

## Интересные факты
- Компания «Ajax Corporation» из мультфильмов Disney пародирует корпорацию «Акме».
- В 2007 году журнал «Forbes» поставил компанию на 2 место в списке богатейших выдуманных компаний, оценив её в 348,7 миллиарда долларов[3].
- Название фирмы является ироничным, так как на греческом akmē означает «наивысший, превосходный», в то время как ее продукция посредственная и склонная к поломке.